# Malik Abubakari
Abdul Malik Abubakari (Accra, 10 maggio 2000) è un calciatore ghanese, attaccante del Lyngby.

## Carriera
Approdato in Europa nel 2018 al Vizela, dopo una stagione nelle giovanili viene acquistato dal Moreirense che lo cede in prestito per le due stagioni seguenti prima al Fafe in Campeonato de Portugal, poi al Casa Pia in Segunda Liga.
Nel luglio del 2021 viene acquistato a titolo definitivo dal Malmö FF, squadra con cui debutta in UEFA Champions League e con cui vince il campionato svedese di quell'anno con un contributo di 3 reti in 15 presenze (di cui 5 da titolare). Ha iniziato con il Malmö anche la stagione 2022, tuttavia, per trovare maggiore spazio, a luglio è stato ceduto in prestito ai finlandesi dell'HJK.
Nel gennaio 2023 si è unito allo Slovan Bratislava, con un prestito valido fino al successivo mese di dicembre. Rientrato al Malmö, non viene inserito tra i giocatori nove stranieri inseribili nelle liste del campionato: il 31 gennaio 2024 passa così ai danesi del Viborg nuovamente in prestito, valido in questo caso fino al termine della stagione ovvero, nel caso della Danimarca, fino a giugno.
Il 7 agosto 2024 si è trasferito (questa volta a titolo definitivo con un contratto triennale) ad un altro club della Superligaen danese, il Lyngby.

## Statistiche

### Presenze e reti nei club
Statistiche aggiornate al 31 dicembre 2021.
| Stagione        | Squadra         | Campionato      | Campionato | Campionato | Coppe nazionali | Coppe nazionali | Coppe nazionali | Coppe continentali | Coppe continentali | Coppe continentali | Altre coppe | Altre coppe | Altre coppe | Totale | Totale |
| Stagione        | Squadra         | Comp            | Pres       | Reti       | Comp            | Pres            | Reti            | Comp               | Pres               | Reti               | Comp        | Pres        | Reti        | Pres   | Reti   |
| --------------- | --------------- | --------------- | ---------- | ---------- | --------------- | --------------- | --------------- | ------------------ | ------------------ | ------------------ | ----------- | ----------- | ----------- | ------ | ------ |
| 2019-2020       | Fafe            | CdP             | 23         | 9          | CP              | 0               | 0               |                    | -                  | -                  |             | -           | -           | 23     | 9      |
| 2020-2021       | Casa Pia        | LdH             | 32         | 11         | CP              | 1               | 0               |                    | -                  | -                  |             | -           | -           | 33     | 11     |
| 2021            | Malmö FF        | A               | 15         | 3          | CS              | 1               | 1               | UCL                | 8                  | 0                  |             | -           | -           | 24     | 4      |
| Totale carriera | Totale carriera | Totale carriera | 70         | 23         |                 | 2               | 1               |                    | 8                  | 0                  |             | -           | -           | 80     | 24     |

## Palmarès

### Club

#### Competizioni nazionali
- Coppa di Svezia: 1

Malmö: 2021-2022
- Campionato finlandese: 1

HJK: 2022